# Clinopodium jaliscanum
Clinopodium jaliscanum là một loài thực vật có hoa trong họ Hoa môi. Loài này được (McVaugh & R.Schmid) Govaerts mô tả khoa học đầu tiên năm 1999.